# La tua vita per mio figlio
La tua vita per mio figlio è un film del 1980 diretto da Alfonso Brescia. La pellicola ha per protagonisti Mario Merola e Antonio Sabàto.

## Trama
L'ex camorrista Francesco Accardo, è proprietario di un negozio di calzature a Milano  per consentire una vita tranquilla con la moglie ed il figlio Gennarino. Ma, la vita tranquilla di Francesco viene interrotta dal suo ex padrino Calogero Barletta per chiedergli di partecipare ad un regolamento di conti. Ma Francesco rifiuta, perché potrebbe mettere in pericolo la vita del figlio, che viene rapito da ignoti per obbligarlo all'antica obbedienza mafiosa. Francesco viene aiutato da Antonio Esposito, al quale dieci anni prima ha salvato la vita, pagando anche di tasca sua le cure necessarie per non farlo rimanere zoppo. Pagando con la propria vita, Antonio salva Gennarino e suo padre.

## Produzione
Buona parte dell'inseguimento iniziale è stato ripreso dal film Italia a mano armata del 1976.